# Eparchia gieorgijewska
Eparchia gieorgijewska – jedna z eparchii Rosyjskiego Kościoła Prawosławnego, z siedzibą w Gieorgijewsku. Wchodzi w skład metropolii stawropolskiej. 
Eparchia powstała na mocy decyzji Świętego Synodu Rosyjskiego Kościoła Prawosławnego z 7 czerwca 2012 poprzez wydzielenie z eparchii stawropolskiej i niewinnomysskiej. 

## Biskupi gieorgijewscy
- Gedeon (Gubka), 2012-[2]2024[3].
- Mikołaj (Paszkow), od 18 listopada 2024